# Geisa Coutinho
Geisa Aparecida Muniz Coutinho (Araruama, 1 de junho de 1980) é uma atleta brasileira.
Campeã brasileira e recordista sul-americana do 4x400 m com 3:26.68, foi finalista no 4x400 m no Mundial de Helsinque 2005. Foi ainda medalhista de ouro nos Jogos Mundiais Militares nos 400 m e no 4x400 m no Rio 2011. A atleta obteve a melhor marca em 22 de julho de 2011, no Rio de Janeiro, quando foi campeã mundial na prova dos 400m rasos e recordista com o tempo de 51,08 (marca até hoje não superada na competição) nos Jogos Mundiais Militares.
Integrou a delegação que disputou os Jogos Pan-Americanos de 2011, em Guadalajara, no México, onde conquistou a medalha de bronze nos 400 metros e a prata no revezamento 4x400 m. Nos Santo Domingo 2003 já havia obtido o bronze no 4x400 metros.
Em 2019, obteve a classificação para os Jogos Olímpicos de Tóquio 2020 no Japão, ao conquistar o oitavo lugar na final do revezamento 4x400m misto no Mundial de Atletismo em Doha no Catar, além de quebrar o recorde sul-americano na competição. A equipe brasileira do revezamento foi composta pelos seguintes atletas: Geisa Coutinho, Beatriz Tiffany, Lucas Carvalho e Anderson Henriques.
A atleta brasileira tenta disputar em Tóquio 2020 sua quarta olimpíada, sendo uma das principais velocistas dos 400m rasos feminino e do revezamento 4x400m misto. A veterana é uma grande referência na modalidade para os demais atletas e para o país.